# Àscari

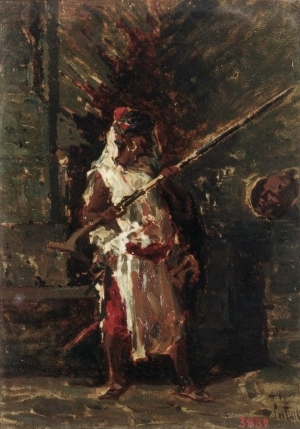
Askari, Marià Fortuny, 1860. Biblioteca Museu Víctor Balaguer

Àscari (del suahili askari, 'soldat', mot de provinença àrab i persa, també present, amb variants morfològiques, en turc, amhàric, etc.) era el nom amb què es designava oficialment en llengües europees aquells soldats autòctons que formaven part d'unitats "indígenes" al servei de potències colonials a l'Àfrica (sobretot a la subsahariana) durant la segona meitat del segle xix i la primera meitat del segle xx.
El terme s'usava, sobretot, en referència a les tropes "indígenes" negroafricanes dels exèrcits italià, britànic, portuguès, alemany i belga. Emperò, al si de l'exèrcit espanyol el nom d'àscari s'aplicava sobretot als soldats de certes unitats àrabs o amazics del nord d'Àfrica. El mot no fou usat per l'exèrcit francès.
Durant els anys de domini colonial europeu a Àfrica Oriental, els àscaris foren reclutats en gran nombre; tingueren un paper notable en les conquestes de diverses possessions colonials, i posteriorment exerciren tasques de guarnició local i de seguretat interna. Durant les dues guerres mundials aquestes tropes serviren tant als fronts africans com en d'altres, especialment als d'Europa, com succeí, també, amb tropes asiàtiques ("britàniques" de l'ïndia, "franceses" d'Indoxina, etc.). Era característic que les unitats d'àscaris fossin comandades per oficials europeus; per norma general, els autòctons no podien ascendir més enllà de la sots-oficialitat.
Els àscaris tenien uniforme propi, que podia ser d'estil "moresc", d'un pintoresquisme conscient, o bé basat en el de les unitats europees; en tot cas, la lligadura més característica d'aquestes tropes era el fes.

## Elsaskerotomans
A l'Imperi Otomà es denominava asker (adaptació turca de l'àrab askari) la casta militar dominant, en oposició als reaya (camperols i ciutadans). Es tractava, efectivament, més d'una casta més que un ofici, rang o càrrec, i incloïa personal militar esclau i les lleves de les tropes feudals (sipahi). Estaven regits per un codi establert pel soldà (kanun i sipahiyan), que els garantia privilegis i exempcions. Per decret un asker podia ser rebaixat a la casta de reaya, igual que un raiyya podia ser elevat a asker. Al segle xvii l'augment dels feus del camperols i l'afiliació de mercaders i artesans als geníssers va estendre tant l'estatus d'asker que va perdre significat real.